# 清水河 (元江)
清水河，位于中国云南省南部，是元江右岸支流，发源于红河县车古乡哀牢山那口族大山，向西转北流7.5千米进入元江哈尼族彝族傣族自治县，经章巴水库，至因远镇路同村以西转东北流，左岸有213国道与之并行，流至元江县城东南郊汇入元江。河长65.3公里，流域面积497.3平方公里，落差2109.3米，年均径流量2.36亿立方米。流域上游地处哀牢山南段，下游的元江河谷气候干热，是云南省热带花卉和水果主要产区。